# Hyundai Motor
Hyundai Motor Company (KRX: 005380

LSE: HYUD
) er en sydkoreansk multinational bilproducent med hovedsæde i Seoul. Hyundai er etableret i 1967 og udgør sammen med Kia Hyundai Motor Group, som er verdens fjerdestørste bilfabrikant, målt på antal solgte motorkøretøjer i 2010. Hyundai (uden Kia) var i 2008 verdens 8. største bilproducent. I 2010 solgte Hyundai over 3,6 mio. køretøjer på verdensplan.
Hyundai driver verdens største integrerede bilfabrik i Ulsan, den har en årlig produktionskapacitet på 1,6 mio. enheder. Virksomheden beskæftiger omkring 75.000 medarbejdere på verdensplan. Hyundais køretøjer sælges i 193 lande gennem 6.000 bilforhandlere og showrooms.

## Historie
Oprindeligt var bilproduktionen baseret på Ford- og senere Mitsubishi-dele, ligesom Mitsubishi ejede en stor del af selskabet i begyndelsen af 1990'erne.
I juni 2001 solgte Hyundai deres bil nr. 25.000 i Danmark, en sølvgrå Hyundai Accent 1,5 GT Sport.

## Forskning og udvikling
Hyundai har  6 centre på verdensplan for forskning og udvikling, tre i Sydkorea, Tyskland, Japan og Indien. Endvidere har Hyundai et designcenter i Californien som udvikler designs til det amerikanske marked.

## Bilmodeller
- Hyundai Atos (Atoz)
- Hyundai Getz (Click, TB)
- Hyundai Accent (Verna)
- Hyundai i10
- Hyundai i20
- Hyundai i30
- Hyundai i40
- Hyundai Ioniq (Electric, Plug-in Hybrid, Hybrid)
- Hyundai Matrix (Lavita)
- Hyundai Coupe (Tiburon, Tuscani)
- Hyundai ix35
- Hyundai Sonata
- Hyundai Grandeur (Azera)
- Hyundai Equus (Centennial)
- Hyundai Tucson (JM)
- Hyundai Pony
- Hyundai Santa Fe
- Hyundai Galloper
- Hyundai Terracan
- Hyundai Veracruz
- Hyundai H-1 (Starex, Libero)
- Hyundai H-100 (Grace, Porter)
- Hyundai Trajet (Trajet XG)
- Hyundai Elantra (Avante)
- Hyundai Stellar
- Hyundai XG